# Baiomys musculus
Baiomys musculus är en däggdjursart som först beskrevs av Clinton Hart Merriam 1892.  Baiomys musculus ingår i släktet pygmémöss och familjen hamsterartade gnagare. IUCN kategoriserar arten globalt som livskraftig. Inga underarter finns listade. Arten beskrevs ursprungligen i släktet Sitomys. Taxonet övergavs och arterna flyttades till andra släkten.
Arten når en absolut längd av 115 till 135 mm, inklusive en 42 till 54 mm lång svans. Bakfötterna är 16 till 17 mm långa. Vuxna individer har på ovansidan rödbrun till brun eller svartbrun päls och undersidan är täckt av ljusbrun till vit päls med rosa skugga. Baiomys musculus byter pälsen två gånger innan den blir vuxen och ungar är mera gråaktiga. I varje käkhalva finns en framtand, ingen hörntand, ingen premolar och tre molarer.
Denna pygmémus förekommer i Centralamerika från södra Mexiko till nordvästra Nicaragua. Arten vistas i låglandet och i bergstrakter upp till 2000 meter över havet. Habitatet utgörs av lövskogar, gräsmarker, buskskogar och jordbruksmark.
Individerna är främst aktiva på morgonen. De vilar i jordhålor eller i bergssprickor. I norra delen av utbredningsområdet består födan cirka till hälften av insekter. Annars äter arten frön och gröna växtdelar. Ofta lever flera individer i samma bo. Honor kan para sig hela året och per kull föds en till fyra ungar.